# Leublfing

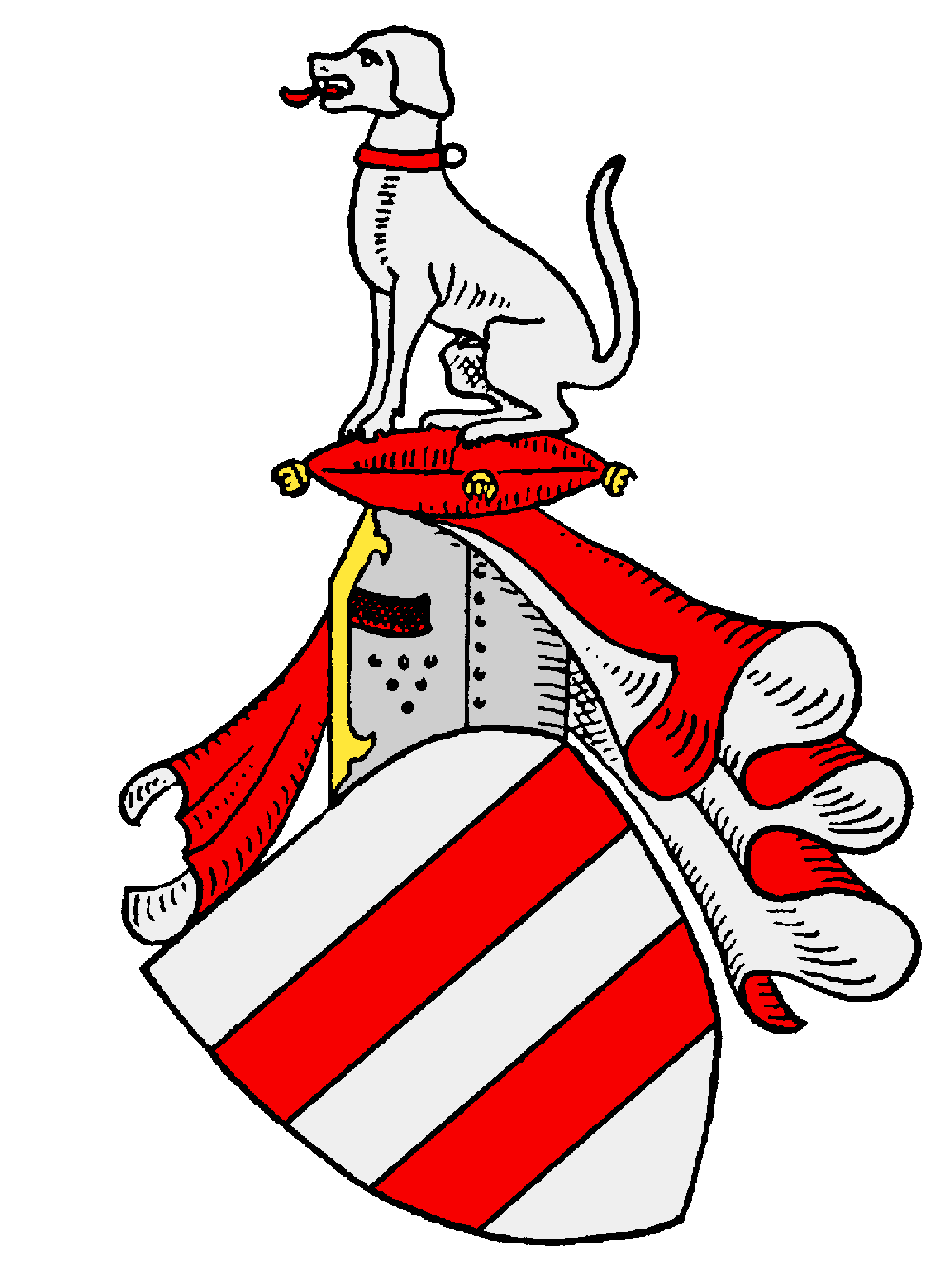
Stammwappen derer von Leublfing

Leublfing (auch Leubelfing oder Leiblfing) war der Name eines alten niederbayerischen Adelsgeschlechts. Leiblfing, der Stammsitz der Familie, ist heute eine Gemeinde im niederbayerischen Landkreis Straubing-Bogen. Die Leublfing erlangten 1605 den Freiherrenstand und 1690 den Reichsgrafenstand von Leublfing zu Rhain. Die Familie starb 1893 resp. nach Adoption 1985 aus.

## Geschichte
Das Geschlecht erscheint urkundlich erstmals 1174 mit Heinricus de Libolvingen als Ministerialem des Bischofs von Regensburg. Die Stammreihe beginnt 1287 mit Ulrich von Leiblfing, Hofmarschall der Herzöge von Niederbayern. Dessen Sohn Ulrich von Leibelfing wurde im Jahre 1311 Truchsess der niederbayerischen Herzöge. Kaiser Ludwig gab ihm 1341 für seine Herrschaft Eggmühl (heute ein Ortsteil des Marktes Schierling) das Marktrecht und die Erlaubnis, den Ort mit Zäunen und Gräben zu befestigen. Ab 1347 gehörten die Herren von Leublfing zu den niederbayerischen Landständen.
Mitte des 14. Jahrhunderts teilte sich das Geschlecht in zwei Linien. Der Ast Zeholfing erlosch aber schon 1460. Mitte des 17. Jahrhunderts wurde ein Zweig in Franken ansässig. Angehörige dieser Linie wurden wegen des Besitzes bzw. Teilbesitzes von Falbenthal und Untererlbach bei Haundorf Mitglied der Reichsritterschaft im Ritterkanton Altmühl des Fränkischen Ritterkreises. Johann von Leublfing war 1577 Landmarschall in Pfalz-Neuburg. Sein Enkel Karl August von Leublfing, herzoglich-bayerischer Kämmerer und Hofrat, war von 1664 bis 1666 Vitztum von Straubing.
Durch die Heirat von Paul (Paulus) von Leublfing auf Hautzenstein und Salern zu Rain und Grafentraubach (gest. 1592) mit Ursula Freiin von und zu Rain (gest. 1588), der Erbin der Rainer zu Rain, im Jahre 1573, gelangte das Schloss Rain an die Leublfing. Durch diesen Erbgang wurde das Leublfinger Stammwappen mit den Schrägbalken in Silber und Blau der kärntnerischen Herren von Graben zu Sommeregg resp. Freiherrn von Rain zu Sommeregg gemehrt.
Im Jahre 1605 erlangten die Herren von Leublfing den Freiherrentitel. Franz Pankratius von Leublfing zu Rhain und Haidhausen wurde 1690 in den Reichsgrafenstand erhoben. Clemens Graf von Leublfing, königlich-bayerischer Hauptmann, wurde 1817 in der bayerischen Adelsmatrikel bei der Grafenklasse eingetragen. Graf Maximilian († 1893), das Aussterben seines Hauses voraussehend, adoptierte seinen Stiefsohn Karl von Weling, der 1872 unter dem Namen von Leublfing in den bayerischen Grafenstand erhoben wurde. Bereits eine Generation später erlosch auch diese Linie im Mannesstamm. Mit Irene Helene, Tochter des Karl Graf von Leublfing, starb die letzte Vertreterin des Geschlechtes im Jahr 1985.

## Wappen

### Stammwappen
Das Stammwappen zeigt in Silber zwei rote Balken. Auf dem Helm mit rot-silbernen Decken ein gold-bequastetes, rotes Kissen, auf dem eine silberne Bracke mit rotem Halsband sitzt.
Ältere Wappenabbildungen zeigen auch einen dreimal von Rot und Silber geteilten Schild.

### Historische Wappenabbildungen

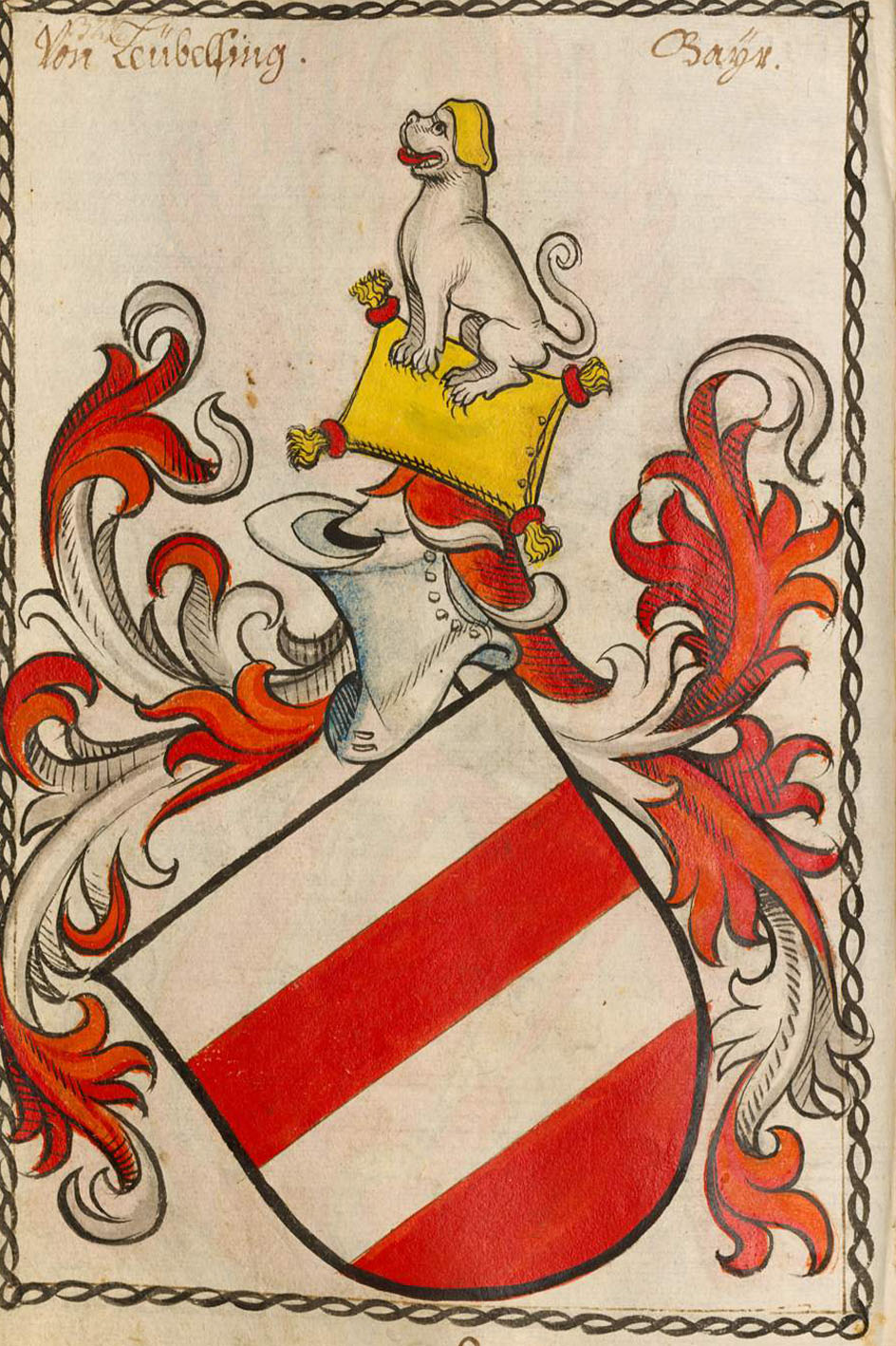
Wappen des Geschlechts Leublfing aus dem Scheiblerschen Wappenbuch
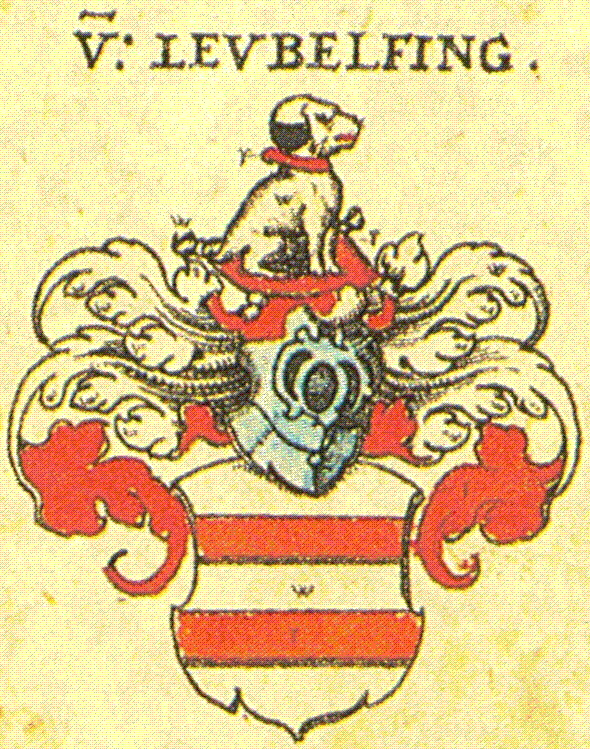
Wappen aus Siebmachers Wappenbuch
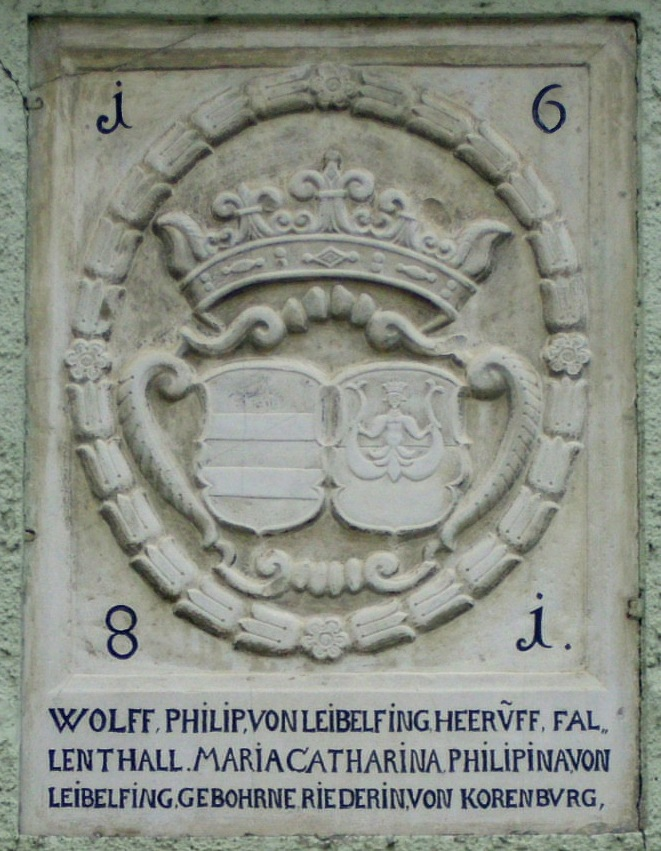
Wappentafel am ehemaligen Schloss Falbenthal, heute Ortsteil von Treuchtlingen
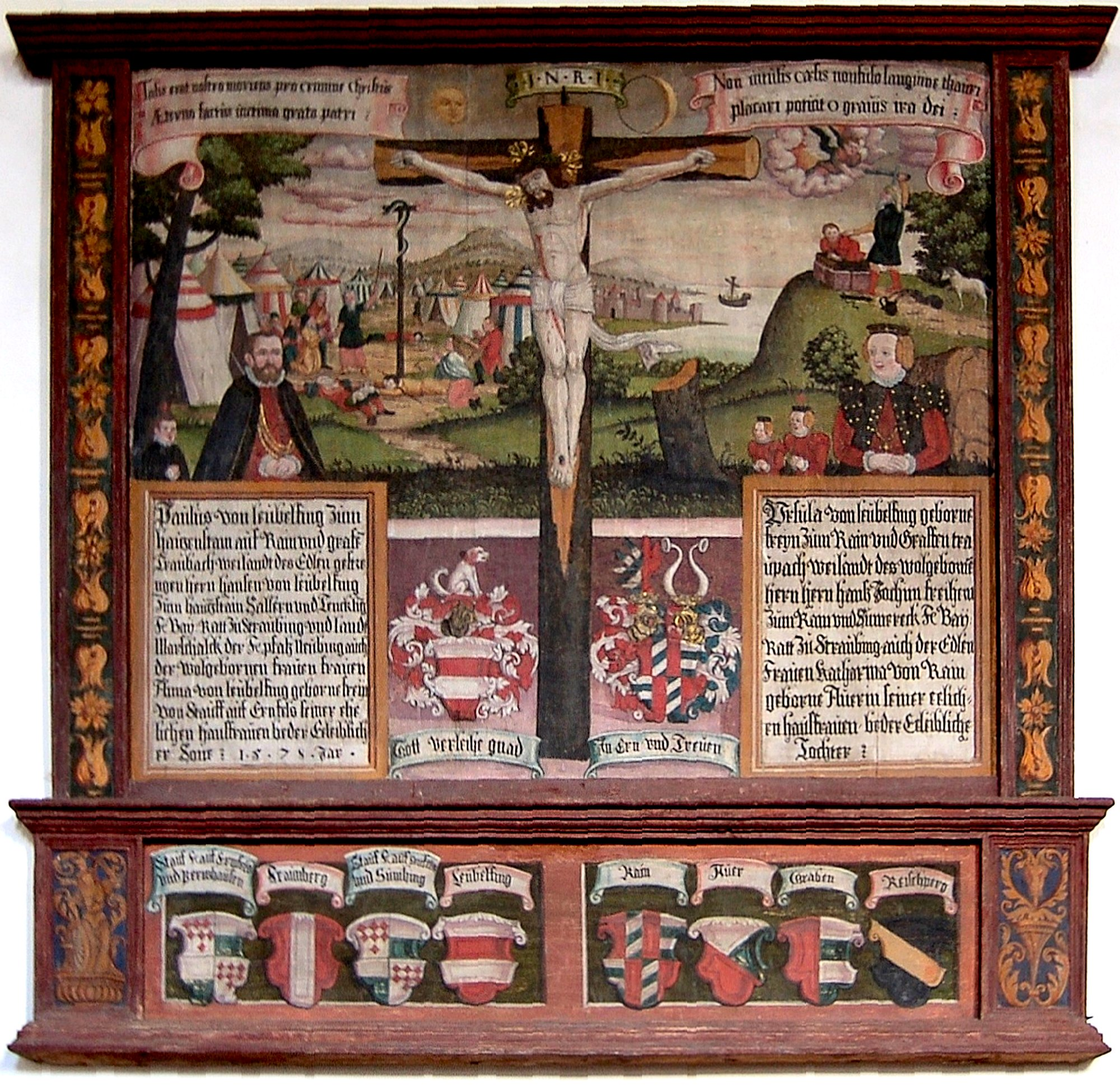
Gemälde anlässlich der Vermählung der Erbtochter Ursula von Rain mit Paul von Leublfing. Gezeigt werden die Wappen der Rain zu Sommeregg und Leublfing, sowie die Wappen der Ahnen wie den von Graben zu Sommeregg. (Lienzer „Sankt Michaelskirche“ in Osttirol, 1573)
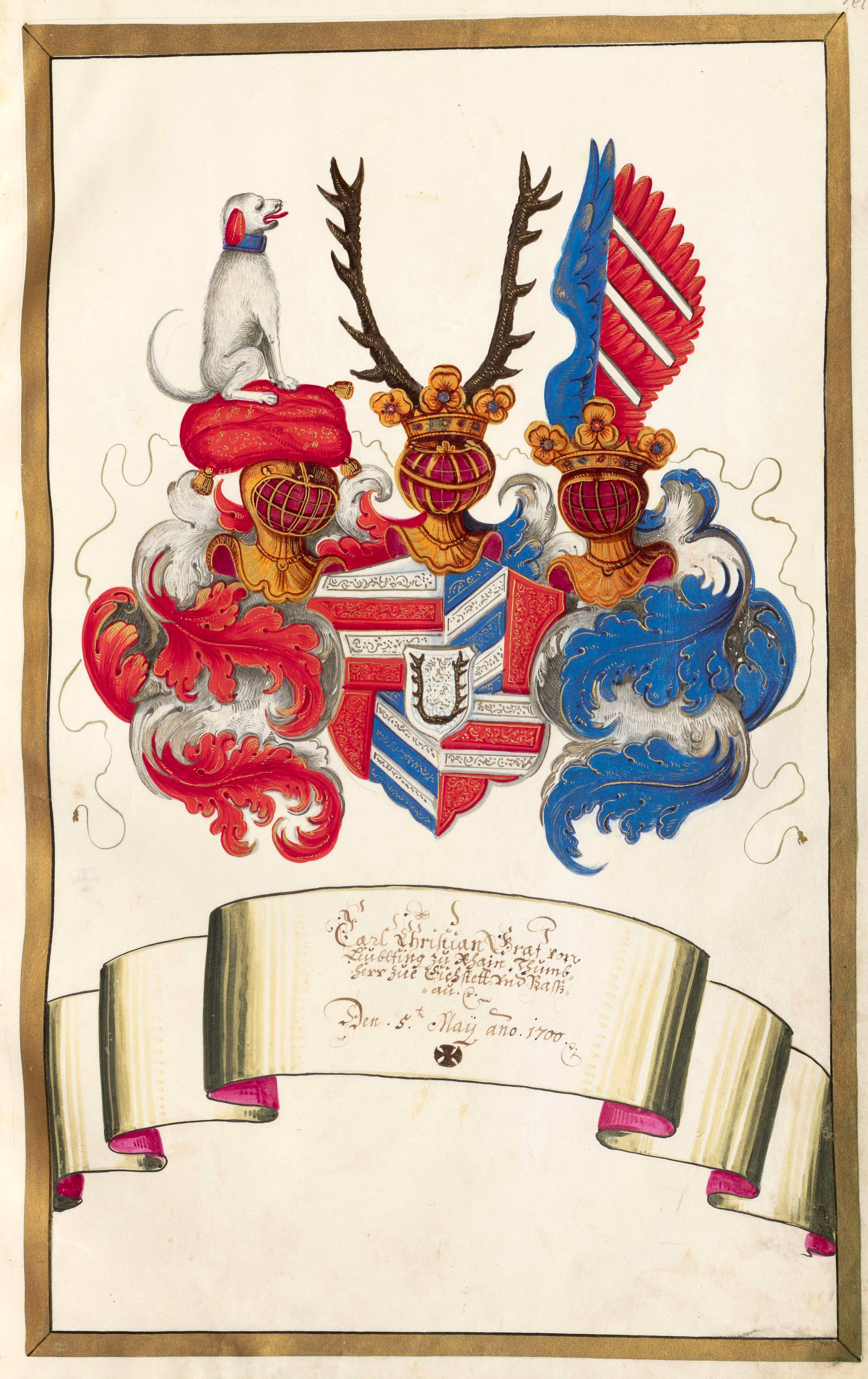
Wappen der Reichsgrafen von Leublfing zu Rhain (Rain); unter Verwendung des Wappens der Herren von Graben zu Sommeregg resp. Freiherrn Von Rain zu Sommeregg (1690)

### Kommunalwappen
Elemente aus dem Leublfinger Familienwappen erscheinen noch heute in einigen niederbayerischen Ortswappen.

Wappen der Stadt Landau an der Isar
Wappen der Gemeinde Aholfing
Wappen der Gemeinde Leiblfing
Wappen der Gemeinde Rain

## Bekannte Familienmitglieder
- August von Leubelfing († 15. November 1632), beerdigt in der Stadtkirche St. Wenzel von Naumburg (Saale), Page von Gustav II. Adolf, König von Schweden, literarisch verarbeitet in der Novelle Gustav Adolfs Page von Conrad Ferdinand Meyer.
- Maximilian von Leublfing (1819–1893), bayerischer Generalmajor